# Carlo Ponti

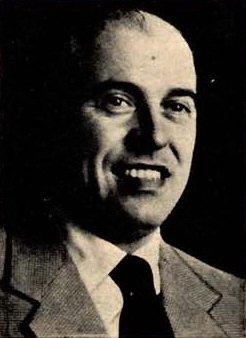
Carlo Ponti, 1951

Carlo Fortunato Pietro Ponti (* 11. Dezember 1912 in Magenta, Provinz Mailand; † 10. Januar 2007 in Genf) war ein italienischer Filmproduzent. Ab 1941 produzierte er mehr als 140 Filme, darunter Klassiker wie La Strada von Federico Fellini, Die Verachtung von Jean-Luc Godard, Gestern, heute und morgen von Vittorio De Sica, Doktor Schiwago von David Lean oder Blow Up von Michelangelo Antonioni, und arbeitete dabei mit vielen der wichtigsten Filmregisseure des 20. Jahrhunderts zusammen. Er war Förderer und Ehemann der italienischen Schauspielerin Sophia Loren.

## Leben
Nach einem Jurastudium an der Universität Mailand und einer kurzen Tätigkeit in dem Anwaltsbüro seines Vaters (1935–1938) begann er als Filmproduzent bei der Artisti Tecnici Associati (ATA) in Mailand. Zwischen 1945 und 1949 war er der alleinige Produzent der Lux Films in Rom. 1951 gründete er zusammen mit Dino De Laurentiis die Produktionsgesellschaft Ponti-De Laurentiis, die unter anderem mit Toto a Colori den ersten italienischen Farbfilm produzierte.
1950 lernte Ponti bei einem Schönheitswettbewerb zur Miss Rom die 16-jährige Sofia Villani Scicolone kennen. Er erfand für sie den Namen Sophia Loren, förderte sie und ebnete ihr schließlich den Weg nach Hollywood. Am 17. September 1957 heirateten sie, nachdem sich Ponti in Mexiko von seiner ersten Frau Giuliana Fiastri hatte scheiden lassen. Diese Scheidung wurde allerdings in Italien nicht anerkannt, da die katholische Kirche in Italien bis 1970 keine Scheidungen erlaubte. Deshalb wurde Ponti der Bigamie bezichtigt, und seine Ehe mit Loren wurde 1962 annulliert. Sophia Loren, Carlo Ponti und seine erste Frau Giuliana Fiastri nahmen daraufhin 1966 die französische Staatsbürgerschaft an. Ponti und seine erste Frau legalisierten die Scheidung, und am 9. April 1966 heirateten er und Sophia Loren erneut.
Carlo Ponti starb im Januar 2007 im Alter von 94 Jahren in einem Genfer Krankenhaus an den Folgen einer Lungenentzündung. Beigesetzt wurde Ponti auf dem Cimitero comunale in seiner Heimatstadt Magenta in der Provinz Mailand.
Er hinterließ vier Kinder: aus der Ehe mit Sophia Loren Carlo Ponti jr., zunächst Schauspieler und später Dirigent beim San Bernardino Symphony Orchestra in Kalifornien, und Edoardo Ponti, Regisseur und Drehbuchautor. Aus seiner ersten Ehe mit Fiastri stammen der Filmproduzent Alex (Alessandro) Ponti (* 1953) und eine Tochter, Guendalina (* 1951). Sie ist Anwältin.

## Rezeption
Im Fernsehfilm The Life and Death of Peter Sellers von 2004 wird Ponti von Joseph Long porträtiert. Im Fernsehfilm Sophia Loren – Mein Leben von 1980 verkörperte ihn Rip Torn.

## Filmografie (Auswahl)
- 1947: Verlorene Jugend (Gioventù perduta) – Regie: Pietro Germi
- 1947: In Frieden leben (Vivere in pace) – Regie: Luigi Zampa
- 1948: Die Elenden (I miserabili) – Regie: Riccardo Freda
- 1948: Ohne Gnade (Senza pietà)
- 1950: Freiwild (Il brigante Musolino) – Regie: Mario Camerini
- 1950: Hundeleben (Vita da cani) – Regie: Mario Monicelli, Stefano Vanzina
- 1951: Erotik (L'ultimo incontro) – Regie: Gianni Franciolini
- 1951: Räuber und Gendarm (Guardie e ladri)
- 1951: Anna
- 1952: Totò a colori – Regie: Steno
- 1952: Europa 51 (EUROPA 51) – Regie: Roberto Rossellini
- 1952: Die Wölfin von Kalabrien (La lupa) – Regie: Alberto Lattuada
- 1952: Totò und die Frauen (Totò e le donne)
- 1953: Mädchenhandel (La tratta delle bianche) – Regie: Luigi Comencini
- 1953: Die Sieben vom Großen Bären (I sette dell'Orsa maggiore)
- 1954: Karussell Neapel (Carosello napoletano) – Regie: Ettore Giannini
- 1954: Ein Amerikaner in Rom (Un Americano a Roma)
- 1954: Wo ist die Freiheit? (Dov'è la libertà…?) – Regie: Roberto Rossellini
- 1954: Die verkaufte Unschuld (Miseria e nobiltà) – Regie: Mario Mattoli
- 1954: Mambo (Mambo) – Regie: Robert Rossen
- 1954: Das Gold von Neapel (L'oro di Napoli)
- 1954: Attila, die Geißel Gottes (Attila)
- 1954: Torpedomänner greifen an (Siluri umani)
- 1954: La Strada (La strada)
- 1954: Die freudlose Straße (La romana) – Regie: Luigi Zampa
- 1954: Die Fahrten des Odysseus (Ulisse)
- 1955: Vater, wir wollen heiraten (Ragazze d'oggi) – Regie: Luigi Zampa
- 1955: Eine Frau für schwache Stunden (La bella mugnaia) – Regie: Mario Camerini
- 1955: Die Frau vom Fluß (La donna del fiume) – Regie: Mario Soldati
- 1956: Das rote Signal (Il ferroviere) – Regie: Pietro Germi
- 1956: Das Reismädchen (La risaia) – Regie: Raffaello Matarazzo
- 1956: Krieg und Frieden – (War and Peace)
- 1958: Die schwarze Orchidee (The Black Orchid)
- 1959: So etwas von Frau (That Kind of Woman) – Regie: Sidney Lumet
- 1960: Die Dame und der Killer (Heller in Pink Tights) – Regie: George Cukor
- 1960: Die Nacht vor dem Gelübde (Lettere di una novizia) – Regie: Alberto Lattuada
- 1960: Prinzessin Olympia (Olimpia)
- 1960: Und dennoch leben sie (La ciociara)
- 1961: Lola, das Mädchen aus dem Hafen (Lola)
- 1961: Eine Frau ist eine Frau (Une femme est une femme) – Regie: Jean-Luc Godard
- 1961: Eva und der Priester (Léon Morin, prêtre) – Regie: Jean-Pierre Melville
- 1962: Mittwoch zwischen 5 und 7 (Cléo de 5 à 7)
- 1962: Das Auge des Bösen
- 1962: Boccaccio 70 (Episodenfilm)
- 1962: Die Eingeschlossenen (I sequestrati di Altona)
- 1962: Insel der verbotenen Liebe (L'isola di Arturo)
- 1962: Der Teufel mit der weißen Weste (Le Doulos)
- 1963: Die Verachtung (Le Mépris)
- 1963: Gestern, heute und morgen (Ieri, oggi e domani)
- 1963: Der Frauenmörder von Paris (Landru)
- 1963: Die Nackte (La noia)
- 1963: Die Karabinieri (Les carabiniers) – Regie: Jean-Luc Godard
- 1964: Hochzeit auf italienisch (Matrimonio all'italiana)
- 1965: Das zehnte Opfer (La decima vittima)
- 1965: Casanova ’70
- 1965: Lady L
- 1966: Doktor Schiwago (Doctor Zhivago)
- 1966: Blow Up (Blowup)
- 1967: Die 25. Stunde (La 25e Heure)
- 1967: Das Mädchen und der General (La ragazza e il generale)
- 1967: Schöne Isabella (C'era una volta…)
- 1970: Zabriskie Point
- 1970: Die Frau des Priesters (La moglie del prete)
- 1970: Sonnenblumen (I girasoli)
- 1972: Was? (Che?)
- 1973: Die Säge des Teufels (I corpi presentano tracce di violenza carnale)
- 1973: Andy Warhols Frankenstein (Flesh for Frankenstein)
- 1974: Fantasma en el Oeste
- 1974: Die Reise nach Palermo (Il viaggio)
- 1974: Das Urteil (Verdict)
- 1974: Virilità
- 1975: Beruf: Reporter (Professione: reporter)
- 1975: Das ganz große Ding (La baby sitter)
- 1975: In meiner Wut wieg’ ich vier Zentner (Là dove non batte il sole)
- 1975: Die Puppe des Gangsters (La pupa del gangster)
- 1976: Treffpunkt Todesbrücke (The Cassandra Crossing)
- 1976: Die Schmutzigen, die Häßlichen und die Gemeinen (Brutti sporchi e cattivi)
- 1977: Ein besonderer Tag (Una giornata particolare)
- 1978: Der Diamantencoup (The Squeeze)
- 1979: Piranhas II – Die Rache der Killerfische (Killer Fish)

## Auszeichnungen
- 1955: Nastro d’Argento des Sindacato Nazionale Giornalisti Cinematografici Italiani für La Strada – Das Lied der Straße
- 1964: David di Donatello für Gestern, heute und morgen
- 1965: David di Donatello, für Hochzeit auf Italienisch
- 1966: Oscar-Nominierung für Doktor Schiwago
- 1967: David di Donatello für Doktor Schiwago
- 1996: Großkreuz des Verdienstordens der Italienischen Republik, verliehen vom italienischen Staatspräsidenten Oscar Luigi Scalfaro